# La Femme blonde (Marquet)
Pour les articles homonymes, voir La Femme blonde.
La Femme blonde est un tableau réalisé par Albert Marquet en 1919.
Ce nu est conservé par le Musée national d'Art moderne de Paris.